# Tectaria curtisii
Tectaria curtisii är en ormbunkeart som beskrevs av Holtt. Tectaria curtisii ingår i släktet Tectaria och familjen Tectariaceae. Utöver nominatformen finns också underarten T. c. hendersonii.